# Kiril Svéshnikov
Kiril Mijáilovich Svéshnikov (en ruso: Кирилл Михайлович Свешников; San Petersburgo, 10 de febrero de 1992) es un deportista ruso que compite en ciclismo en las modalidades de pista, especialista en la prueba de puntuación, y ruta.
Ganó una medalla de bronce en el Campeonato Mundial de Ciclismo en Pista de 2013 y una medalla de plata en el Campeonato Europeo de Ciclismo en Pista de 2012.

## Medallero internacional
| Campeonato Mundial | Campeonato Mundial    | Campeonato Mundial | Campeonato Mundial |
| Año                | Lugar                 | Medalla            | Competición        |
| ------------------ | --------------------- | ------------------ | ------------------ |
| 2013               | Minsk ( Bielorrusia)  | Medalla de bronce  | Puntuación         |
| Campeonato Europeo |                       |                    |                    |
| Año                | Lugar                 | Medalla            | Competición        |
| 2012               | Panevėžys ( Lituania) | Medalla de plata   | Puntuación         |

## Palmarés
2014
- 1 etapa del Trofeo Joaquim Agostinho